# Karabin Murata Typ 13

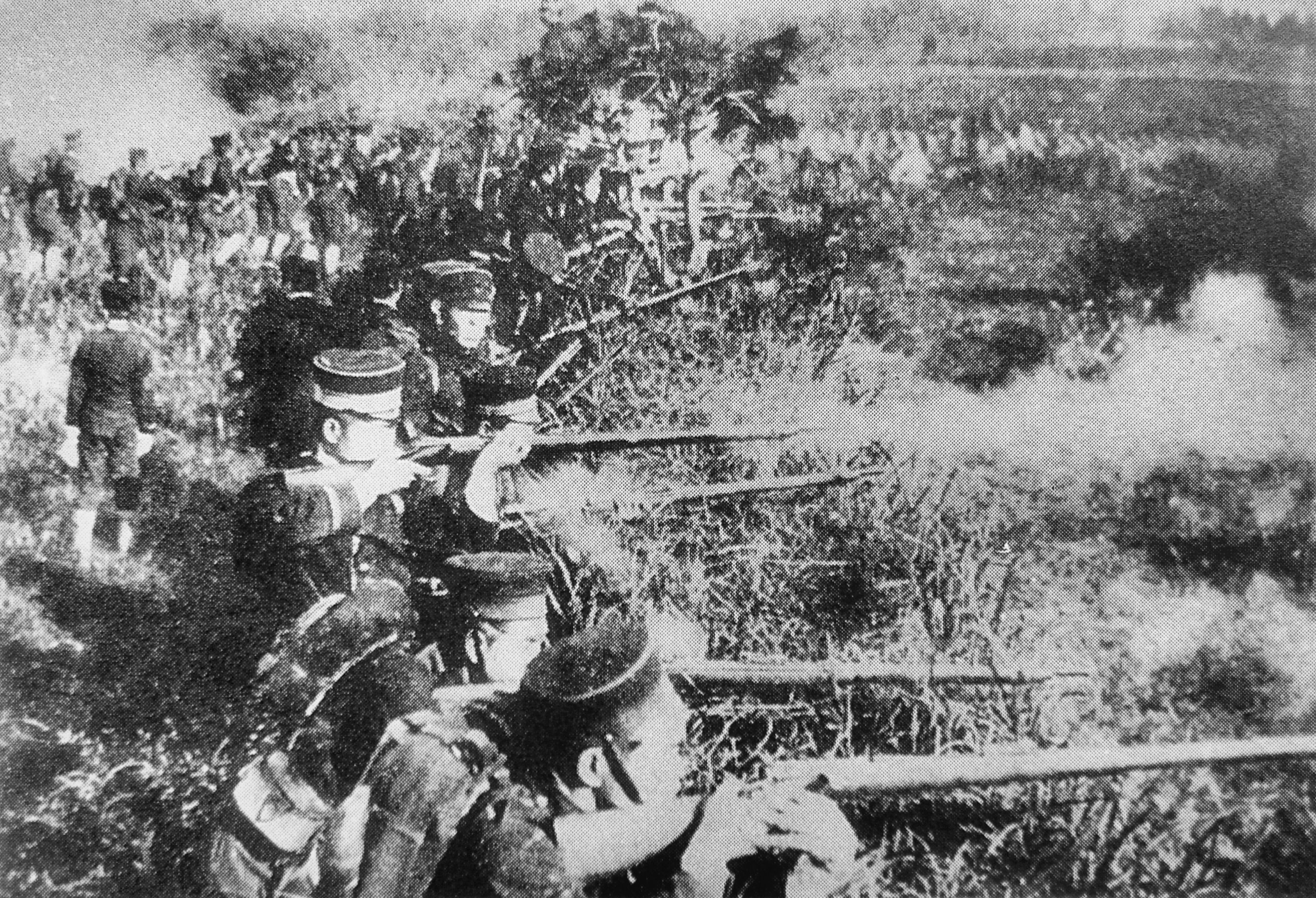
Japońscy żołnierze uzbrojeni w karabiny Murata podczas wojny chińsko-japońskiej

Karabin Murata Typ 13 (Murata Meiji 13-Shiki) – japoński odtylcowy jednostrzałowy karabin kalibru 11 mm (naboje elaborowane prochem czarnym).
Karabin Typ 13 został skonstruowany przez majora Tsuneyoshiego Murate w latach 1878–1880. Do uzbrojenia armii japońskiej został wprowadzony w 1880 r. Jego wersją był wprowadzony do uzbrojenia w 1883 roku karabinek 15-Shiki. W 1885 roku rozpoczęto produkcję zmodyfikowanej wersji karabinu Typ 13, karabinu Murata Typ 18 (Murata Meiji 18-Shiki).
Konstrukcja karabinów Typ 13 i Typ 18 była oparta na Mauserze M1871. Produkcję karabinów Typ 18 zakończono w 1889 roku po rozpoczęciu produkcji karabinu powtarzalnego Murata Typ 22 (Murata Meiji 22-Shiki).
Karabiny Typ 13 i Typ 18 były używane przez armię japońską podczas wojny chińsko-japońskiej (1894–95). Została ona wygrana przez Japonię, ale karabiny Typ 13 i Typ 18 okazały się bronią bardzo zawodną, wrażliwą na zanieczyszczenia. Bardzo niska była też jakość produkowanych karabinów, co było powodem licznych wypadków rozerwania broni podczas strzelania.